# Pierre-Bienvenu Noailles

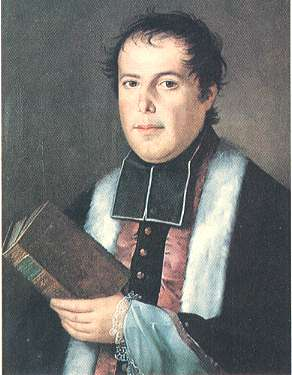
Pfr. Pierre-Bienvenu Noailles (gemalt 1836)

Pierre-Bienvenu Noailles (* 27. Oktober 1793 in Bordeaux (Frankreich); † 8. Februar 1861 ebenda) war ein französischer Priester. Er gründete 1820 die Ordensgemeinschaft der Schwestern der Heiligen Familie von Bordeaux und wurde 1988 zum ehrwürdigen Diener Gottes erhoben.

## Leben
Pierre-Bienvenu wuchs ohne Religiosität auf. Er begann eine juristische Ausbildung und entwickelte während dieser ein neues Verhältnis zum Glauben. 1819 trat er in das Priesterseminar St. Sulpice in Paris ein und empfing am 5. Juni 1819 die Priesterweihe. Während der Priesterausbildung entstand ein inniges geistiges Verhältnis zur Heiligen Familie. Seine erste Stelle als Seelsorger übernahm er in der Pfarrei St. Eulalia in Bordeaux. Die sich häufenden seelsorgerischen und pflegerischen Aufgaben in der Waisen- und Mütterfürsorge veranlassten ihn eine Gemeinschaft von Frauen zu gründen. Hieraus erfolgte 1820 die Kongregation der Schwestern der Heiligen Familie von Bordeaux.
Nach seinem Tod entwickelte sich in der Umgebung um Bordeaux eine Verehrung Pierre-Bienvenu Noailles'. Ihm wurde ebenfalls das Hostienwunder von Bordeaux zugeschrieben. Der Seligsprechungsprozess begann 1926, am 8. Februar 1988 erfolgte die Erhebung zum ehrwürdigen Diener Gottes.

## Das Hostienwunder
Das eucharistische Wunder von Bordeaux wird mit der Gründung der Kongregation der Schwestern der Heiligen Familie von Bordeaux im Jahr 1820 und ihrem Gründer in Verbindung gebracht. 

„Das Wunder geschah zwanzig Monate nach der Gründung, in der Kirche Sainte Eulalia, in der Rue Mazarin, in Bordeaux. Abt Delort vertrat Pater Noailles während der Messe, als er den Segen mit dem allerheiligsten Sakrament erteilte, erschien Jesus in der Hostie. Diese war zur eucharistischen Anbetung ausgesetzt worden. Die vielen Gläubigen, die der Messe zugegen waren, konnten für zwanzig Minuten den segnenden Jesus auf der Oblate sehen. Einige meinten sogar die Stimme Gottes gehört zu haben: “Ich bin der, der ich bin”. Dieses Ereignis wurde von den kirchlichen Autoritäten beglaubigt, wie vom Erzbischof von Bordeaux, Monsignore d’Aviau, der sich persönlich alle Aussagen, der bei dem Wunder Anwesenden, anhörte. Heute noch kann man die Kapelle, in der das Wunder stattgefunden hat, besuchen und die Monstranz verehren.“